# Vanadin redox-batteri

Diagram på ett Vanadin redox-batteri

Vanadin redox-batteri är en typ av s.k. flödesbatteri. Fördelar med flödesbatterier är att de är laddningsbara, har hög kapacitet, lång livscykel, snabb responstid och hög tolerans både för över- och underladdning. Nackdelen är att de har låg energidensitet, vilket gör dem lämpliga enbart för stationärt bruk. 

Batteriet utnyttjar vanadinjoner i olika oxidationsfaser för att på kemisk väg lagra större mängder energi i stora cisterner. Denna typ av energilagring är ett resultat av ett 25-årigt utvecklingsarbete och kunna tänkas få ett framtida bruk för att lagra energi från vindkraftverk och liknande energikällor.